# Helij
Helij je kemijski element atomskog (rednog) broja 2 i atomske mase 4,002602(2)u. U periodnom sustavu elemenata predstavlja ga simbol He.

## Povijest
Helij (grč. ἥλιος = Sunce), otkrio je Pierre Janssen 1868. godine, kada je tijekom potpune pomrčine Sunca spektografskim isptivanjem kromosfere, gdje ga ima u velikim količinama, otkrio posebnu emisijsku liniju. Iste godine Lockyer je u žutom dijelu spektra, između dvije natrijeve, otkrio novu liniju. Smatravši da pripada novom elementu, dao mu je ime helij.
U laboratoriju je dobiven 1895. godine zagrijavanjem klevita, minerala koji sadrži uranij.

## Svojstva
Helij je na običnoj temperaturi plin bez boje, mirisa i okusa, u načelu kemijski gotovo potpuno neutralan, od svih plinova najteže ukapljiv. Poslije vodika, najlakši je plin. Iako atom helija ima četiri puta veću masu od atoma vodika, gustoća mu je samo dva puta veća jer se atomi helija, kao i ostalih plemenitih plinova, ne vezuju u molekule. Uz iste uvjete, u nekom određenom obujmu plemeniti plin ima dva puta manje atoma od drugih plinova.
Tekući helij ima najniže vrelište od svih elemenata, a pri standardnom tlaku nema talište, već je, da bi se skrutio, potrebno tlačiti ga.

## Rasprostranjenost
Nakon inicijalnih otkrića, pronađen je i u zraku (0,00007%), a prema spektru polarne svjetlosti pronađeno je da se najviši slojevi Zemljine atmosfere sastoje uglavnom od vodika i helija. Obilniji izvori su mu plinovi iznad naftnih slojeva, odakle se i crpi, a ima ga i u mineralnim izvorima.
U svemiru je drugi najrasprostranjeniji element, masenog udjela 23%. Većina helija nastala je netom nakon velikog praska u nukleosintezi. U zvijezdama nastaje nuklearnom fuzijom vodika te ciklusom ugljik-dušik-kisik.
Većina helija na Zemlji posljedica je uhvata elektrona od strane alfa-čestice nastale radioaktivnim raspadom. Na taj način godišnje nastane oko 3000 tona helija u cijeloj litosferi. Stalna koncentracija helija u zraku proizlazi iz činjenice da postoji ravnoteža između količine helija koja izlazi iz tla i količine koja struji u svemir. Proračuni su pokazali da bi radioaktivni raspadi trebali dati više helija, no nesrazmjer u proračunu i očitanoj vrijednosti objašnjen je time što se helij iz ekstremnih dubina ne može probiti do površine.
Helija ima u mineralima radioaktivnih elemenata (klevit, monacit, torianit i drugi), a i u berilu. Ima ga slabo otopljenog u mineralnim vodama, od kojih ga neke sadrže do 0.1% (Islandski gejziri).

## Dobivanje
Najveći dio dobiva se iz zemnog plina, a puno manji dio ukapljivanjem i frakcijskom destilacijom tekućeg zraka ili zagrijavanjem minerala koji ga sadrže, iznad 1000°C.
Kada se dobiva iz zemnog plina, prvo se čisti i ispire pomoću etanolamina i dietilen glikola. Zatim se suši aktivnim aluminijev oksidom, pri čemu se odstrane voda, ugljikov(IV) oksid i sumporovodik. Zemni plin zatim ulazi u izmjenjivač topline, gdje se uklanjaju prvo teži, a zatim sve lakši ugljikovodici. Rezultat je sirovi helij koji se sastoji od 70% helija, i 30% primjesa (dušik, argon, vodik i neon).
Ta smjesa plinova zatim se tlači na 17.3 MPa i tekućim dušikom hladi na -196°C. Svi plinovi, osim helija, ukaplje se, nakon čega se helij prevodi preko aktivnog ugljena. Dobiveni helij čistoće 99.997% ukapljuje se i skladišti u spremnicima.

## Spojevi
Helij je, osim u neuobičajenim uvjetima, potpuno inertan kemijski element. Podvrgnut električnom pražnjenju, moguće je dobiti vrlo male količine vrlo nestabilnih molekula s volframom, fluorom, sumporom i fosforom. Moguće je dobiti i molekulu helija s dva atoma, te molekulu HgHe, koja je izvanredno nestabilna jer se drži na okupu samo zbog polarizacijskih sila.
Teoretski mogući su spojevi s fluorom analogni spojevima fluora i argona, no još nisu sintetizirani.
Helij je moguće ubaciti u kaveze fulerenskih molekula, gdje se ne drže nikakvim silama. Unatoč tome, takvi "spojevi" pokazuju konkretan stehiometrijski sastav.

## Izotopi
Helij ima tri stabilna izotopa: 
- He-3 s jednim neutronom, relativne atomske mase 3,01603
- He-4 s dva neutrona, relativne atomske mase 4,0026
- He-5 s tri neutrona, relativne atomske mase 5,0123

## Uporaba
Helij se koristi za punjenje zračnih brodova (cepelina) i rjeđe, za punjenje balona za meteoroška promatranja (češće se koristi vodik), jer nije lako zapaljiv kao vodik. Gustoća mu je dva puta veća od vodikove, tako da se baloni punjeni helijem sporije dižu, jer je i potisak takvih balona 7% manji nego kod onih punjenih vodikom. U tom cilju miješa se s 14% vodika. Koristi se svugdje gdje je potrebna inertna atmosfera, npr. kao mješavina u ronilačkim bocama, u specijalnim zavarivanjima u metalurgiji itd. Primjena u ronilačkim bocama je prvenstveno iz medicinskih razloga, tj. helij se lakše oslobađa iz organizma prilikom izranjanja nego recimo dušik, te pokazuje puno manji narkotički učinak.
Tekući se helij koristi za postizanje niske temperature, primjerice za hlađenje supravodljivih magneta u čestičnim ubrzivačima, MRI uređajima, kao i za punjenje plinskih termometara za niske temperature.

## Biološka uloga
Zbog svoje apsolutne inertnosti u standardnim uvjetima, helij nema biološku ulogu.
- Wječnik ima značenje riječi helij

## Vanjske poveznice
Helij - KTF Split  Arhivirana inačica izvorne stranice od 13. listopada 2004. (Wayback Machine)